# Lycée Louis-Pasteur (Calgary)
Pour les articles homonymes, voir Lycée Pasteur.
Le Lycée international de Calgary Louis Pasteur est une école internationale française située à Calgary, dans la province canadienne de l'Alberta. Il est homologué à la fois par le Ministère de l'Éducation de l'Alberta (en) et par le ministère français de l'Éducation nationale.
Il est partenaire de l'Agence pour l'enseignement français à l'étranger.

## Histoire
Le lycée a été créé en 1966 pour servir la petite communauté d'expatriés français. Il devint par la suite ouvert aux autres nationalités.

## Programmes
Le cursus scolaire est basé sur le système éducatif français avec des cours complémentaires permettant de se mettre en adéquation avec les exigences du ministère albertain de l'Éducation. Selon le niveau, 20 % à 40 % de l'enseignement est donné en anglais, le reste étant donné en français. L'apprentissage de l'espagnol est également offert dès la 6e année.
Le lycée fait place à un esprit d'ouverture en offrant la possibilité à des enfants n'ayant aucune connaissance de la langue française de devenir progressivement bilingues grâce à un enseignement intensif de la langue de la 1re à la 5e année. Le but est de pouvoir rapidement intégrer ces élèves dans les classes normales.
Les modalités du cursus enseigné permettent aux élèves de présenter à la fois le High School Diploma de l'Alberta (en) et le Baccalauréat français.